# Harun, Korpo
Harun är en ö i Finland. Den ligger i Skärgårdshavet och i kommunen Pargas i den ekonomiska regionen  Åboland i landskapet Egentliga Finland, i den sydvästra delen av landet. Ön ligger omkring 75 kilometer sydväst om Åbo och omkring 190 kilometer väster om Helsingfors. Harun ligger 8 meter över havet.
Öns area är 3,4 hektar och dess största längd är 210 meter i öst-västlig riktning.